# Renée-Pélagie de Sade
Renée-Pélagie Cordier de Launay de Montreuil (París, 2 de diciembre de 1741-Échauffour, 7 de julio de 1810) fue una noble francesa, esposa del marqués de Sade, casada mediante una boda de interés acordada por ambas familias. Siguió a su esposo por las diferentes cárceles en las que fue encerrado. Permaneció junto a él durante su largo encierro en el Torreón de Vincennes y en La Bastilla, y se separó una vez este consiguió la libertad. El matrimonio tuvo dos hijos, Louis-Marie y Donatien-Claude-Armand, y una hija, Madeleine-Laure.

## Familia
Hija de Claude-René de Montreuil y Marie-Madeleine Masson de Plissay. De su padre se sabe que en 1763 es presidente honorario de la Cour des Aides de París, hombre de carácter tranquilo. De su madre, a su vez es hija de Antoine Masson, escudero, consejero y secretario del rey, se conoce un carácter enérgico y autoritario. Pertenecen a la nueva nobleza, muy desacreditada por la considerada vieja nobleza, pero gozan de una excelente situación social gracias a las influencias que la madre de Renée, conocida como la presidenta Montreuil, mantiene en la corte. El matrimonio Montreuil tuvo 6 hijos y 3 hijas, siendo Renée la mayor de las hermanas.

## La boda con Donatien Sade
Se desconoce todo sobre la infancia y la adolescencia de Renée. Tenemos noticia de ella a raíz del acuerdo de su boda con Sade. Por entonces tiene 21 años, dieciocho meses menos que él. Se cuenta con una brevísima descripción de su persona por una carta que el padre de Sade, en el momento de conocerla, envía a su hermano el abad de Sade:

No he encontrado fea a la pequeña el domingo. Está bien conformada. El cuello, muy bonito; el brazo y la mano, muy blanco […] y nada de chocante, nada, el carácter encantador.
Correspondencia familiar. En Pauvert Pg.:116

Las dos familias acuerdan el matrimonio de ambos a través de un intermediario (oficio común en aquella época). Para los Montreuil emparentar con los Sade significaba ascender en la escala social; los Sade pertenecían a la vieja aristocracia y la madre de Donatien, de sangre borbónica, estaba emparentada por vía colateral con el Rey. Los Montreuil aportaban a la unión una sólida posición económica, una dote sustanciosa y, aunque pertenecientes a la pequeña aristocracia, contaban con influencias en la corte, como ya se ha dicho, gracias a la presidenta Montreuil. En la siguiente carta, el padre de Donatien cuenta las ventajas de la boda a su hermano el abad de Sade:

Cuanto más reflexiono sobre el casamiento, mejor lo encuentro. Ayer he ido a ver a M. de Montmarcet, que conoce los bienes de todo el mundo [...] Me ha dicho que Mme. de Launay [madre de Mme. de Montreuil] tenía más de ciento diez mil libras de renta, que no llegará a comérselas; que M. de Montreuil tendría al menos ochenta mil libras de renta a su muerte, contando los bienes de los que goza hoy en día; que la parte de Mme. de Azy, al no tener ésta hijos, se repartiría y que le tocaría el tercio; que recibiría todavía mucho dinero de su mujer y que, en una primera aproximación, juzgaba que los hijos de M. de Montreuil tendrían de veinte a veinticinco mil libras de renta si no pasa nada; que no se trataba de un bien en el aire, sujeto a revoluciones como el de todas las personas de negocios; que prefiere los cinco años de alimentos que cien mil francos más».
Correspondencia familiar. Pauvert Pg.: 92

Pero el gran inconveniente es el propio Donatien, está dispuesto a casarse por amor, lo ha planteado ya en al menos dos ocasiones y al parecer ahora se niega a casarse. En el verano de 1762, en Heslin, durante su estancia en el ejército, Sade se ha enamorado y ha comunicado a su padre sus deseos de casarse, pero pronto es persuadido de sus deseos. El Coronel de su regimiento, el duque de Cossé, envía una carta a su padre:

Vuestro hijo, Monsieur, tiene el corazón muy tierno o por lo menos se convence fácilmente de que ama y de que su amor es correspondido. Por esto os ha pedido autorización para una boda que carece de toda base y a la cual le he hecho renunciar, riendo mucho los dos... Por lo tanto, Monsieur, podéis estar seguro de que vuestro hijo no tiene otro deseo que el de complaceros y seros agradable.
Correspondencia familiar. En Lever. Pg.: 95

Donatien le escribiría a su padre en estos términos:

Sois mi padre y la ternura que tengo derecho a esperar de vos es un título que debe inspiraros la bondad de comprender un poco mis sentimientos. No me casaría nunca sin seguir los dictados de mi corazón. Puede engañarme, pero su error será tan dulce que siempre lo preferiré a la felicidad más perfecta. Lo que más me tranquiliza es la bondad que habéis tenido de prometerme que nunca contrariaríais mis sentimientos.
Correspondencia familiar. En Lever Pg.: 95

El 1 de mayo de 1763, en Versalles, se formaliza el contrato matrimonial, firmado por las dos familias y refrendado por el Rey. El gran ausente es Donatien. Donatien y Renée se verán por primera vez dos días antes de la boda que se celebra el 17 de mayo, también en Versalles y ante la presencia de la familia real.

## El matrimonio Sade
Sade mantuvo numerosas amantes en los primeros cuatro años de matrimonio, hasta el escándalo de Arcueil, y no  dejó de ser un buen cliente de los prostíbulos, como lo atestigua el caso de Marsella. Sin embargo, Renée se constituyó en su más férrea defensora. De su correspondencia con Sade mientras este se encuentra confinado en Vincennes se desprende que lo amaba. 
Para entender a Renée hay que pensar en la sociedad de aquella época y lo que para la aristocracia significaba el matrimonio. Sade en La filosofía en el tocador escribiría:

Una joven apenas salida de la casa paterna que no conoce nada, que no tiene experiencia alguna, obligada a pasar súbitamente a los brazos de un hombre al que jamás ha visto, obligada a jurar a este hombre, al pie de los altares, una obediencia y una fidelidad injusta. Inmolándola, por la pérfida codicia paterna, a un esposo que o no tiene nada para hacerse amar o lo tiene todo para hacerse odiar. ¿Hay en el mundo suerte más horrible que esa?
El personaje: Madame de Saint Ange.

Un testimonio de la época comenta: "Hubo un tiempo cuando un buen cristiano no podía dormir las tres primeras noches con su esposa. Ahora son las únicas noches que le dedica". El matrimonio entre aristócratas, basado en alianzas económicas y sociales, se circunscribía a un mero acuerdo para conseguir descendencia; estaban educados  para satisfacer su apetito sexual fuera del matrimonio. La madre del regente Duque de Orleans tachaba de vulgaridad amar a la propia esposa: "Todavía se encuentran parejas fieles entre las capas inferiores, pero entre personas de altura, no conozco ni un sólo ejemplo de afecto mutuo o fidelidad".
Renée, como mujer de su época, no podía esperar gran cosa de su matrimonio. No obstante, tenemos algunos testimonios que obligan a pensar que su relación fue cordial. Su madre, la presidenta, escribía al abad de Sade semanas después de la boda: 

Su tierna amistad parece bien recíproca; sólo hay una gran aflicción en la familia: es no poder llamarnos todavía, vos y yo, por el nombre de abuelo. Lo deseo pero lo espero sin impaciencia: ni uno ni otro proceden de una raza estéril. […] En cuanto a vuestra sobrina, por mucho que desee obedeceros, nunca le reprenderá. Le amará todo lo que pueda, lo cual es sencillo: es amable. Hasta ahora él la ama mucho y no puede tratarla mejor.
Correspondencia familiar. En Lever. Pg.: 110

Durante el primer arresto que sufrió Sade, pasados unos meses de su matrimonio, y que le mantuvo preso durante quince días, pide ver a Renée en estos términos: 

Es una gracia que me atrevo a pediros de rodillas, con lagrimas en los ojos. Hacedme el favor de reconciliarme con una persona que me es tan querida y que he tenido la debilidad de ofender tan gravemente.
Archivo de la familia Sade. En Lever.

Se sabe, también, por los reproches de la presidenta, que se tuteaban, algo que entre la aristocracia se consideraba vulgar y que daría pruebas de una complicidad mutua.

## Renée y Sade tras el escándalo de Arcueil
Sade pasó gran parte de su vida confinado en diferentes fortalezas. Renée permaneció junto a él hasta el final de su largo confinamiento en Vincennes y La Bastilla. 
Inmediatamente después de los sucesos de Arcueil en la Pascua de 1768, Sade es encerrado en diferentes cárceles. Sade apenas pasó 15 días en Saumur siendo trasladado posteriormente a la prisión real de Pierre-Encize, cerca de Lyon, donde permaneció encerrado siete meses. 
Renée, como pasará en otros confinamientos de Sade, se convierte en su principal valedora. No se conservan sus cartas, pero sí la correspondencia de los cargos públicos que respondían a estas. Por esas cartas, se conoce que Renée rogó insistentemente por la libertad de su marido. También, dejó a su hijo con su madre y se desplazó a Lyon desde donde visitaba regularmente a su marido, consiguiendo un régimen de visitas excepcional. En esos meses la pareja engendró un hijo.
Alcanzada la libertad, los cuatro años siguientes son de tranquilidad para la pareja, pasan temporadas en París, pero principalmente viven en La Coste. Allí Sade ha hecho construir un teatro con capacidad para sesenta o setenta personas. Da representaciones regulares con actores aficionados y profesionales; Renée interviene en algunas de ellas. Sade aspiró a constituir una compañía profesional, contrató a 12 actores y actrices y programó 19 obras, recorriendo con la compañía las ciudades cercanas. Por una de sus cartas se sabe que al menos se llegó a representar una obra suya (En Burdeos).

## Desde el caso de Marsella hasta el largo confinamiento de Sade
En el verano de 1772 Sade se desplaza a Marsella y tras un encuentro con cinco prostitutas es acusado de envenenamiento (caso de Marsella). Cuando se dicta su arresto Sade huye a Italia y Renée queda en Marsella encargándose de su defensa. Renée paga a las muchachas que le acusaron para que retiren la denuncia y recibe dinero de su padre para hacer frente a los gastos de su defensa (a Sade se le habían confiscado todos sus bienes). No obstante, Sade es condenado a la pena de muerte y ésta es ejecutada en rebeldía, se queman los monigotes de él y de su criado en una plaza pública. A partir de ese momento Sade deja de existir para el Estado francés y la patria potestad de los hijos y la administración de los bienes pasan a manos de Renée. 
A finales de octubre Sade, bajo el nombre señor de Mazan, se encuentra alojado en una posada de Chambéry en Saboya después de haber recorrido varias ciudades italianas. Desde allí escribe una carta a su suegra creyéndola una aliada; por el contrario, la presidenta Montreuil utiliza sus influencias en la corte para que se solicite una orden de encarcelamiento. A la orden de encarcelamiento se acompaña la siguiente observación:

Rogamos que los efectos que pudiera haber tenido consigo para su uso o diversión, necesarios para un espíritu tan vivo como el suyo, le sean restituidos, con excepción de sus papeles, manuscritos y cartas de la naturaleza que sean, que deben ser enviados a la familia con una pequeña caja o cofre de madera que suponemos es roja, con adornos de cobre, que también contiene papeles si se lo ha llevado consigo al fuerte, rogamos que intenten recuperarla sin que él pueda preverlo y sustraer algunos de los papeles que contiene.
En Lever. Pg.: 206

Lever y Pauvert sostienen la posibilidad de que esos papeles hiciesen referencia a la posible relación que Sade mantuviese con su cuñada, la hermana menor de Renée. De no ser así, se mantiene la incógnita del carácter de estos papeles, en todo caso, relacionados con la familia Montreuil. 
Sade, el 8 de diciembre, es arrestado en secreto (como solicita la petición de París) y encarcelado en la fortaleza de Miolans con el siguiente exhorto de la corte de París: "No le dejaréis recibir visitas de personas que os resultaren desconocidas, y tampoco le permitiréis escribir ni recibir cartas de fuera, teniendo cuidado de guardar todas las que podrían dirigírsele hasta que, por las órdenes que reciba de la corte, pueda yo decidir otra cosa".
Se conserva carta de la presidenta de Montreuil dirigida a la corte de París, al conde de la Marmora, fechada el 10 de enero de 1773: 

Que vistas las circunstancias que ayer he tenido el honor de participar a V.E., se vigile que las memorias justificativas que ha anunciado el conde Mazan para ser remitidas tanto al ministerio de la corte de Turín como a los ministros de Francia y a personas de cualidad a las que tiene el honor de pertenecer, no puedan pasar sin haber sido vistas por S.E. el Sr. conde de La Tour: si sólo se limitan a reclamar las bondades y el crédito de aquellos cercanos al rey de Francia a quienes se dirige, tratando de justificar su último caso, no hay objeción a que se las deje pasar; pero si contienen cosas falsas e injuriosas para la familia de su mujer, de la que jamás ha recibido sino buenos procederes, sería cruel alimentar la imaginación del público y de la corte a través de estos escritos imprudentes, y más terrible todavía que hiciera imprimir en Ginebra una memoria, como efectivamente amenaza a su suegra con hacer.
En Pauver. Pg.: 316

En otra carta, también dirigida al conde de la Marmora, sigue insistiendo que "Todos los papeles manuscritos, cartas y otros, que debe de haber encuadernado en libros y que no son de su puño y letra. Se suplica a su excelencia el Sr. conde de La Tour que dichos papeles sólo sean confiados a ella y examinados sólo por ella. Como asimismo si se encontraran libros perniciosos para las costumbres".
Renée en esos momentos, una vez ha terminado el proceso en Marsella, se encuentra en París. Enterada del encarcelamiento de su esposo vuelve a La Coste. Su familia, sospecha que ese viaje encubre sus deseos de visitar a Sade, el gobernador La Tour recibe la siguiente advertencia de la corte de París: "Los parientes del conde de Sade [...] sospechan que su señora esposa, que ha partido de París con el pretexto de ir a sus tierras de Provenza, podría muy bien detenerse en este país con la idea de procurarse una entrevista con su marido, lo que, según ellos, tendría consecuencias funestas y sería de suma importancia impedir, según enigmáticas consideraciones cuyo verdadero motivo no es fácil adivinar".
Renée disfrazada de hombre bajo el nombre de hermano Dumont, en compañía de un criado, se dirige a Miolans. La Tour comunica a la corte de Saboya:

En la consigna de uno de nuestros posaderos encontré, señor, que el sábado por la tarde dos franceses bajo el nombre de hermanos Dumont, que venían de Lyon, llegaron en silla de postas. Supe que el día siguiente por la mañana habían continuado su camino por el Piamonte. Jamás hubiera sospechado que pudiera tratarse de la marquesa de Sade travestida. No obstante, era ella, que al detenerse en Motmélian envió enseguida a su camarada de viaje al castillo de Miolans con una carta al señor comandante
Pauvert. Pg.: 320

En la noche del 30 de abril de 1773, Sade se descuelga de una ventana de la fortaleza y, encontrando ayuda en su exterior, logra evadirse. Renée, el 10 de mayo solicita a la Tour los enseres que su marido ha dejado en la fortaleza y le informa que "el marqués sólo ha pasado veinticuatro horas en La Coste y ha vuelto a partir hacia un lugar desconocido para sus perseguidores, donde esperará hasta que hayan cambiado su manera de pensar". Hay que suponer que la ayuda que Sade encontró en su evasión bien podría haber sido proporcionada por Renée y que ambos se encaminarían hacia La Coste para, posteriormente, Sade huir a un lugar desconocido para sus perseguidores.
En esta época, Renée se instala en el Castillo de La Coste y contrata los servicios de seis adolescentes (cinco muchachas y un muchacho). Sade continúa su viaje a través de Italia y probablemente otros países, pudiendo haber alternado este viaje con estancias en La Coste. De esta época es el incidente de las adolescentes que figura en numerosas biografías de Sade.
Renée sigue intentando la casación de proceso de Marsella, en 1774 plantea una demanda en París, en su extenso memorando narra las muchas injusticias que se han cometido con su marido y acusa a su madre de perseguirlo injustamente:

Recurrir a la protección de las leyes para repeler la vejación más flagrante que haya existido jamás. Víctima inocente del vínculo más sagrado, reclama los derechos de humanidad largo tiempo violados. [Mme. Montreuil] no persigue a un criminal sino a un hombre al que considera rebelde a sus órdenes y sus voluntades. Pero ¿es preciso que motivos semejantes sean la premisa de un ultraje a la humanidad, del olvido de todas las consideraciones, de las desgracias de una hija y tierna esposa, de la infamia que salpica a unos padres respetables, de la vergüenza que se perpetuará sobre una familia desgraciada, triste fruto de un compromiso sellado por su madre?
En Lever. Pg.: 225

Sus intentos, probablemente guiados por el propio Sade, no obtendrán resultado hasta 1778 que consigue que se reabra la causa y demostrándose numerosas irregularidades en el proceso, la sentencia es anulada. Para entonces, Sade ya llevaba más de un año encerrado en Vincenes, La presidenta Motreuil había conseguido una lettre cachet del Rey en contra de Sade para su confinamiento. Después de varios intentos, en febrero de 1777, fue detenido cuando llega a París para visitar a su madre moribunda.

## Durante el largo confinamiento de Sade
Sade fue encerrado en la fortaleza de Vincennes. Aunque lo fue por una orden real, la lettre de cachet fue conseguida por la influyente Mme. Montreuil, su suegra. Esta orden pudo ser cursada ya en 1774 y renovada a la muerte de Luis XV. Renée y Sade permanecerían sin verse los cuatro primeros años de su encierro. A Renée se le ocultó el lugar de confinamiento de su esposo no llegando a conocer su paradero hasta pasados cuatro meses. Durante estos meses pensó que se hallaba en La Bastilla, posteriormente se le impidió visitarlo: 

Los puentes siempre están alzados y los guardias ni siquiera permiten que la gente mire la fortaleza. Y Aunque está en el centro de París, es el lugar más impenetrable del universo [...] Mi única motivación es el bienestar de mi esposo. Él es mi única razón de ser; sin él, el mundo nada significa para mí.
Renée a Gaufridy, administrador de Sade.

Dos días después de su encarcelamiento le envía su primera carta: "Aunque me dicen que estás bien, el dolor me abate. Sólo me alegraré cuando te haya visto. Mantén la calma, te lo ruego. [...] Tranquilízate, no empieces a pensar que intentan separarnos. Todos saben que eso sería del todo imposible". Le seguirán otras en parecidos términos: "Mi querido amigo, te ruego fervientemente que  no sucumbas a tus depresiones. […]Adiós, mi buen niñito. Te beso". "Te amo y jamás dejaré de amarte. [...] Te beso con toda el alma".
Renée permanecerá en París durante los catorce años de confinamiento de su marido, en principio instalada en el convento de las carmelitas donde ingresó la madre de Sade cuando este todavía era un niño; luego, en un convento modesto en compañía de Milli de Rousset, amiga del matrimonio a la que hace venir desde la Provenza. Mantendrá constante correspondencia con su marido y le proporcionará todas las comodidades que le sea posible. Le enviará ropa, alimentos y libros. Renée se convierte en el principal contacto con el exterior de Sade. En ocasiones, este, no le responde con cordialidad, recibiendo de él diferentes reproches relacionados con los pedidos que le hace y al parecer no son atendidos. También se muestra inquieto ante la posibilidad de que lo abandone. Mme. Montreauil intenta desde el primer momento separarlos. La presidenta suspende toda ayuda a su hija y Renée se ve obligada a vivir en condiciones muy humildes.   
La actividad de Sade durante su encierro se centró en la lectura y la escritura. Su biblioteca llegó a alcanzar los seiscientos volúmenes. Biblioteca muy variada, se interesa por las obras de Rousseau, Voltaire y Montaigne, así como los clásicos o La Fontaine y Bocaccio. En este periodo escribe algunas de sus obras más importantes: Cuentos historietas y fábulas, La primera versión de Justine, Aline y Valcour y Los 120 días de Sodoma. Renée se constituyó en su consejera literaria, su amanuense y su documentalista. Sade le da sus obras para leer, Renée también se preocupa de manuscribirlas y de proporcionarle la documentación que le solicitaba. Se conserva una extensa carta de Renée en la que abunda en observaciones sobre la novela Aline y Valcour:

La primera aventura de Sophie, leyéndola me ruborice por humanidad. […] El resto es diferente, lloré. Ella narra bien sus desdichas, con honradez y sentimiento, obliga a interesarse por su suerte. […] El cura razona bien de acuerdo con su estado. […] Es un gran acierto, en una novela, el hacer hablar y razonar a sus protagonistas según el modo que les conviene, se siguen bien sus caracteres. Es molesto su modo de ser. Es necesario, me dirás, para reconocerlos, preservarse de ellos y odiarlos. Eso es verdad, pero cuando sólo se trabaja para eso, es necesario detenerse en un punto, con el fin de retirar a un espíritu depravado los medios de corromper aún más.
Lely. Pg.: 241

Sade, al final de su confinamiento se queja a Renée por la intromisión de su madre en la educación de sus hijos: "Espero, madame, que hayáis comunicado a vuestros padres el contenido de nuestra reciente conversación acerca del ridículo destino que han elegido para vuestro hijo. Os ruego que pidáis a vuestra madre que no se inmiscuya en la vida de mis hijos. No me hacen maldita falta sus pequeños aires. [...] Para alistar a mi hijo en el servicio militar lo único que necesito es recobrar la libertad" Sade, al haber cumplido más de diez años de cautiverio, perdió la patria potestad de sus hijos y no pudo hacer nada para que estos siguieran los dictados de su abuela la presidenta.
En este tiempo se produce un acercamiento entre Renée y su madre, Sade sospecha que Renée ya forme parte de aquellos que se esfuerzan por mantenerlo encerrado. Renée le responde en una carta: "Me llevé los documentos y los paquetes confidenciales; abrí los que me dijiste que abriera; los que deseabas que no se abrieran permanecieron cerrados, listos para ti cuando salgas de la cárcel. En esos momentos serás más justo conmigo, estoy segura. [...] Cuando estés en libertad, te arrepentirás sobremanera de haber pensado que yo era uno de tus enemigos".
El 14 de julio de 1789 se produce la caída de La Bastilla, Sade ya no está allí, unos disturbios que protagonizara días antes obligaron a trasladarlo y en esos momentos se encuentra en al manicomio de Charenton. Son tiempos convulsos especialmente delicados para la nobleza. Renée, en septiembre, huye de París: 

Huí de París con mi hija y una doncella y seguí el éxodo general en un coche de caballos alquilado para que así no me alcanzaran las mujeres del pueblo, quienes sacaban a las mujeres de sus casas a rastras para secuestrar al rey en Versalles y las obligaban a caminar bajo la lluvia, pisando la porquería, etcétera. Llegué sana y salva a mi destino. El rey está en París; lo llevaron por la ciudad, con las cabezas de dos de sus guardias clavadas en el extremo de las picas, hasta llegar al Louvre.
Renée a Gaufridy, administrador de Sade.

Estoy en el campo, no porque tema la horca sino porque no deseo morir de hambre y porque no tengo dinero. [...] Mi hijo mayor ha llegado de permiso. Lo vigilo constantemente por temor a que caiga preso de los vagabundos y demás. Se cometen barbaridades que ponen la carne de gallina; algunos culpables han sido ahorcados, pero eso no devuelve la vida a los muertos. ¡Ojalá se pudiese detener a los maleantes! Hay tantos que aterra pensar en ello. Se dice que se ha desenmascarado una conspiración infernal.
Renée a Gaufridy, administrador de Sade.

El 15 de marzo de 1790 la Asamblea General deroga las lettres de cachet. Cinco días después, los hijos de Sade lo visitan en Charenton para darle la noticia. Tienen 20 y 22 años de edad, Sade ha pasado cerca de 14 años sin verlos.
El 1 de abril Sade queda en libertad, se dirige al convento donde se encuentra Renée, ella se niega a recibirlo, le ha pedido la separación. Se desconocen las causas y no se conserva la correspondencia que pudieran cruzarse durante esos últimos meses. Durante catorce años Mme. Montreuil ha intentado separar a Renée de Sade y ahora, cuando Sade está a punto de salir libre, lo consigue. En sus biografías podemos encontrar como posible causa de la separación el que Renée, en los tiempos tormentosos de la revolución, se acercase a su madre buscando seguridad para ella y sus hijos.

## Después de la separación
Renée cursa inmediatamente su petición de separación. A finales de mayo de 1790 Sade recibe la requisitoria considerando la motivación infamante: "Todas las infamias que se han dicho contra mí en las tabernas, en los cuartos de guardia, y compilado en los almanaques y diarios sensacionalistas forman la base de este bonito memorándum; contiene las indecencias más atroces, las calumnias más escandalosas. Es, en una palabra, un monumento de mentiras y de estupideces, tan grosero, tan confuso como vulgar y tontamente escrito". El 9 de junio de 1790, se concede la separación y se condena a Sade a restituir la dote, 160.842 libras, cantidad elevada que no está en disposición de afrontar llegándose al acuerdo según el cual Renée mantiene una hipoteca sobre las propiedades de Sade y este se compromete a pagar 4.000 libras anuales. Renée no recibirá esa renta durante mucho tiempo, las propiedades de Sade serán saqueadas y sus tierras resultarán improductivas. Sade pronto se verá sumido en dificultades económicas.
A finales de 1795 Sade se encuentra en la indigencia. Sin poder disponer de sus bienes al estar hipotecados a favor de Renée, le propone que pasen a su propiedad a cambio de una renta anual. Renée rechaza el acuerdo reclamándole 367.000 libras (la dote más los intereses que no le ha pagado y otros conceptos), suma muy superior al valor de los bienes.
El 6 de marzo de 1801, Sade había sido detenido cuando visitaba a su editor Nicolas Massé para entregarle nuevos manuscritos. Sin que medie juicio, es encerrado en Sainte-Pélagie  como "autor de la infame novela de Justine", siendo posteriormente trasladado a Bicétre, institución mitad manicomio mitad cárcel, conocida en aquel tiempo como la Bastilla de los canallas, donde alienados mentales, mendigos, enfermos de sífilis, prostitutas y peligrosos criminales convivían hacinados en condiciones infrahumanas. Renée y sus hijos solicitaron y consiguieron que fuese trasladado a Charenton, manicomio en el que los enfermos vivían en unas condiciones mucho más humanas. A Sade se le diagnosticó para su ingreso "demencia libertina" y allí permanecerá recluido hasta el momento de su muerte.
Renée se instaló en el castillo de su familia de Echauffour, en Normandía. Allí vive con su hija, teniendo alquilado un apartamento en un convento de París que habita en sus breves estancias en París. El 7 de julio de 1810 muere en Echauffour a los sesenta y nueve años de edad, inválida, sorda y con una incipiente ceguera.